# خمس خوات (مسلسل)
خمس خوات هو مسلسل كويتي درامي أُنتج في عام 2016 ورومنسي يتناول قصة خمس أخوات يتيمات يواجهن مشاكلا مع المجتمع

## قصة العمل
تدور أحداثه حول خمس شقيقات يعانين من مشاكل اجتماعية مختلفة في إطار كوميدي

## الممثلون
- غازي حسين
- شهد الياسين
- طيف (أم ناجي)[1]
- أحمد الفرج
- سوسن الهارون
- سونيا العلي
- غدير زايد
- سالي فراج (سهام الأخت البخيلة)[3]
- عبدالعزيز الحداد
- عبدالمحسن القفاص
- أمل عبدالكريم
- نواف النجم
- فهد العبد المحسن
- مها محمد
- محمد عبد الرزاق
- محمد الرمضان
- فرحان العلي
- عماد العكاري
- شيماء قمبر[4]
- يوسف الحربي
- رونق
- روان العلي
- أحمد محمد مرتضى